# Г̑ (слово ћирилице)
Г̑ г̑ (Г̑ г̑, искошено: Г̑ г̑) је слово ћириличног писма. Зове се Г са обрнутом бревом.
Г са обрнутом бревом се користи у алеутском језику, где представља звучни увуларни фрикатив /ʁ/.  Одговара латиничном слову G са циркумфлексом (Ĝ ĝ).

## Слична слова
- Г г : Ћириличко слово Г

- G g : Латиничко слово Г

- Ĝ ĝ : Латиничко слово Г са циркумфлексом